# Herbstmilch (Film)
Herbstmilch ist die 1988 unter der Regie von Joseph Vilsmaier entstandene Verfilmung der 1984 erschienenen Autobiographie Herbstmilch – Lebenserinnerungen einer Bäuerin von Anna Wimschneider (1919–1993). Die Hauptrollen spielten Dana Vávrová und Werner Stocker. Deutscher Kinostart war der 19. Januar 1989.

## Handlung
Niederbayern 1927: Mit dem Tod ihrer Mutter endet die Kindheit der achtjährigen Anna Traunspurger. Fortan muss sie den Haushalt für die neunköpfige Bauernfamilie führen. So erwarten sie harte körperliche Arbeit, Entbehrungen und Mühsal im damals noch äußerst harten Landleben. 
Neun Jahre später lernt Anna den schneidigen Jungbauern Albert Wimschneider kennen. Eine Romanze entsteht zwischen ihnen und 1939 heiraten die beiden. Obwohl Anna den Berufswunsch Krankenschwester hegte, zieht sie nun auf den Hof von Alberts Familie, um dort ein Leben als Bäuerin zu führen. Doch Annas verbitterte und bösartige Schwiegermutter macht ihrer verhassten Schwiegertochter von Beginn an mit Schikanen und Demütigungen das Leben schwer. Dann beginnt der Krieg und Gatte Albert wird eingezogen. Nun beginnt für Anna ein jahrelanges Martyrium, ist sie nun doch alleine den dauernden Schikanen und Demütigungen ihrer Schwiegermutter ausgesetzt und muss sich zudem um ihre angeheirateten alten Verwandten und die harte Stall- und Feldarbeit kümmern. Ihren geliebten Albert sieht sie nur bei dessen Fronturlaub. 1941 bringt sie ihre erste Tochter Carola zur Welt. Doch auch dies verbessert Annas Situation in keiner Weise, ist doch das gemeinsame Kind von Anna und Albert ebenso unerwünscht wie Anna selbst. 
Gegen Kriegsende sieht sich die weinende Anna wieder einmal den Schikanen und Beleidigungen ihrer Schwiegermutter ausgesetzt. Unbemerkt von seiner Mutter betritt in diesem Moment Albert, der wegen einer Verwundung am Hals von der Front nach Hause geschickt wurde, den Raum. Ohne zu zögern, stellt er sich auf die Seite seiner Frau und befiehlt seiner Mutter, sie solle sofort ihre Sachen packen und für immer verschwinden (O-Ton: „sich schleichen“, gemäß Buchvorlage „in ihre Stadtwohnung zurückziehen“). So wendet sich das Blatt für die junge Familie schließlich doch noch zum Guten.

## Sonstiges
- Der Film war mit mehr als zwei Millionen Kinobesuchern einer der großen Erfolge des Kinojahres 1989.
- Als Thema (Titelmelodie) des Filmes wird die bekannte Melodie des Kuckuckwalzers verwendet.
- Joseph Vilsmaier trug mit dem Film wesentlich zum Genre des modernen Heimatfilms bei, der keine kitschige heile Welt, sondern die unverblümte, mitunter harte Realität darstellt.
- Die Hauptdarsteller Werner Stocker und Dana Vávrová galten Ende der 1980er / Anfang der 1990er als Traumpaar des deutschen Kinos (sie spielten auch zusammen in Rama dama und Rosenemil). Doch der frühe Tod Stockers im Mai 1993 setzte künftigen geplanten Projekten mit den beiden ein jähes Ende. Im Februar 2009 verstarb auch Dana Vávrová, ebenfalls an Krebs.
- Die echte Anna Wimschneider ist im Film zu Anfang und am Ende zu sehen, als sie ihr Fahrrad durch die verschneite Landschaft schiebt. Der echte Albert Wimschneider spielt in dem Film seinen eigenen Onkel gleichen Namens.
- Der Film wurde an Originalschauplätzen im Landkreis Rottal-Inn sowie im österreichischen Serfaus in Tirol gedreht; zahlreiche Einheimische wirkten im Film als Statisten mit.
- Der Film unterscheidet sich in mancherlei Hinsicht deutlich von der Vorlage.
- Dana Vávrová übte monatelang, in bairischem Dialekt zu sprechen, um die Rolle überzeugend darstellen zu können.

## Kritiken
- Das Lexikon des internationalen Films bezeichnet den Film als „in vielen Details stimmige, unprätentiöse Verfilmung der Lebenserinnerungen einer Bäuerin“ und als „genau beobachtender, menschlich anrührender Beitrag zur Zeitgeschichte“.[2]

- Fritz Göttler: „Das schönste Geschenk von Vilsmaier/Vávrová an die Zuschauer ist aber ‚Herbstmilch‘ nach dem Buch von Anna Wimschneider. Mit dem jungen Werner Stocker gibt sie ein großes romantisches Paar ab – unvergessen, wie er ihr gemeinsam auf einem Fahrrad einen Kuss förmlich herauszieht – Stocker ist kurz darauf, nach einem weiteren gemeinsamen Film ‚Rama Dama‘ gestorben.“[3]

## Auszeichnungen
Dana Vávrová und Werner Stocker erhielten für ihre Darstellung 1989 jeweils den Bayerischen Filmpreis (Beste Nachwuchsdarstellerin, Bester Nachwuchsdarsteller) und den Deutschen Filmpreis (beste Nachwuchsdarstellerin, Bester Hauptdarsteller) und zusammen den Bayerischen Fernsehpreis. Der Film selbst erhielt ebenfalls den Deutschen Filmpreis (Bester Spielfilm) sowie den Gilde-Filmpreis in Gold.
Die Filmbewertungsstelle Wiesbaden zeichnete den Film mit dem Prädikat „besonders wertvoll“ aus.

„Insbesondere die Kamera-Arbeit ist in ihrer Verbindung von realistischer Genauigkeit und durchaus poetischen Elementen haften geblieben, wobei die häufige Verwendung von Nahaufnahmen, in Verbindung mit Kamera-Schwenks, harten Schnitten und Überblendung als meisterhaft bezeichnet werden kann.“